# Цукрист жовточеревий
Цукри́ст жовточеревий (Dacnis flaviventer) — вид горобцеподібних птахів родини саякових (Thraupidae). Мешкає в Південній Америці.

## Опис

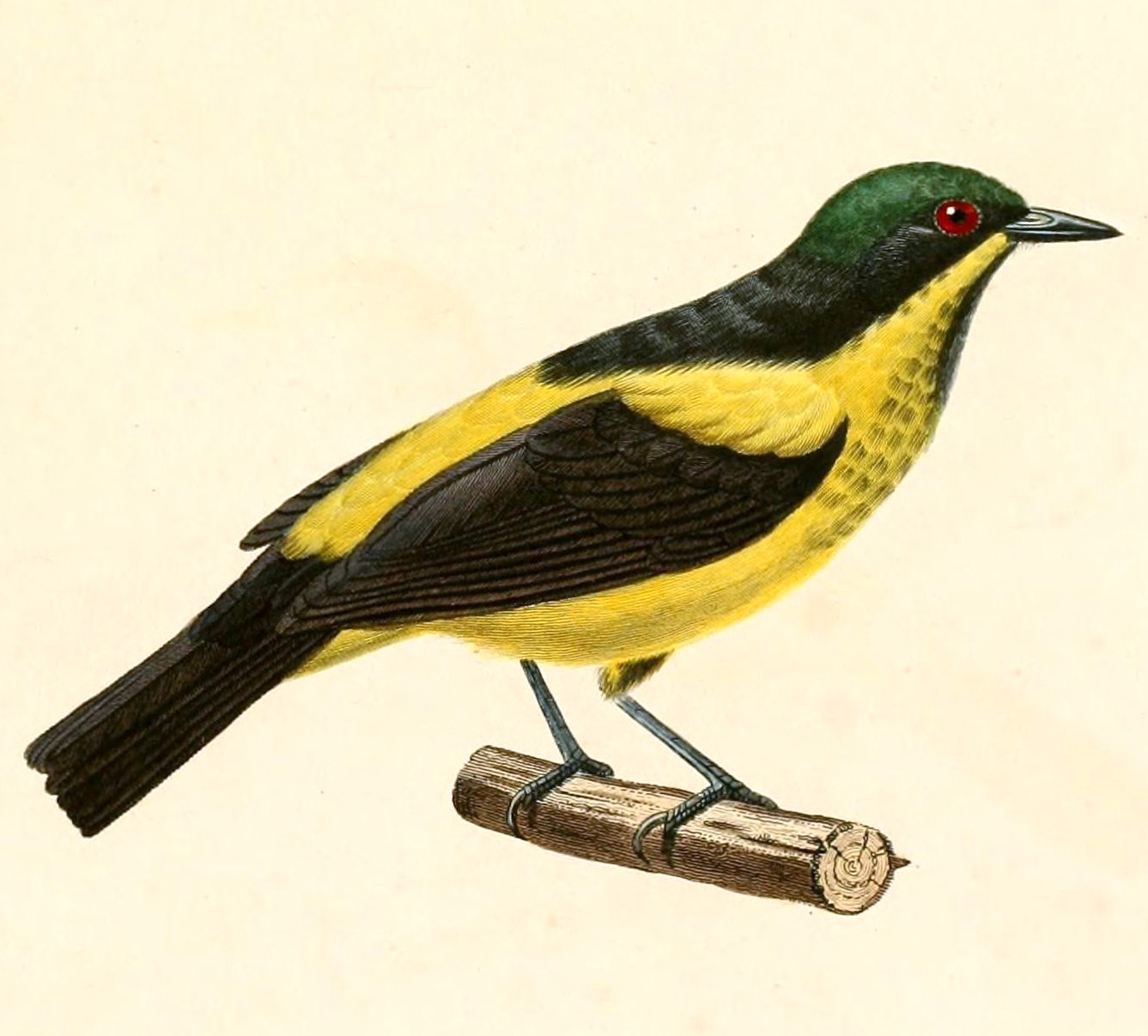
Самець жовточеревого цукриста (малюнок 1847 року)

Довжина птаха становить 12,5 см. Виду притаманний статевий диморфізм. У самців тім'я і потилиця зелені, нижня частина тіла і надхвістя жовті, обличчя, крида і хвіст чорні. Очі червоні. У самиць верхня частина тіла оливково-коричнева, нижня частина тіла світло-сіра з коричнюватим або жовтуватим відтінком, поцяткована темними смужками.

## Поширення і екологія
Жовточереві цукристи мешкають на сході і південному сході Колумбії, на південному заході і в центрі Венесуели, на сході Еквадору і Перу, на заході Болівії та на заході і півдні Бразильської Амазонії (переважно на південь від Амазонки). Вони живуть в амазонській сельві і варзейських лісах (тропічних лісах у заплавах Амазонки і її притоків). Зустрічаються переважно на висоті до 700 м над рівнем моря. Живляться комахами, дрібними плодами і нектаром. В кладці 2-3 яйця, інкубаційний період триває 13 днів.